# Sauvetage du système bancaire suédois

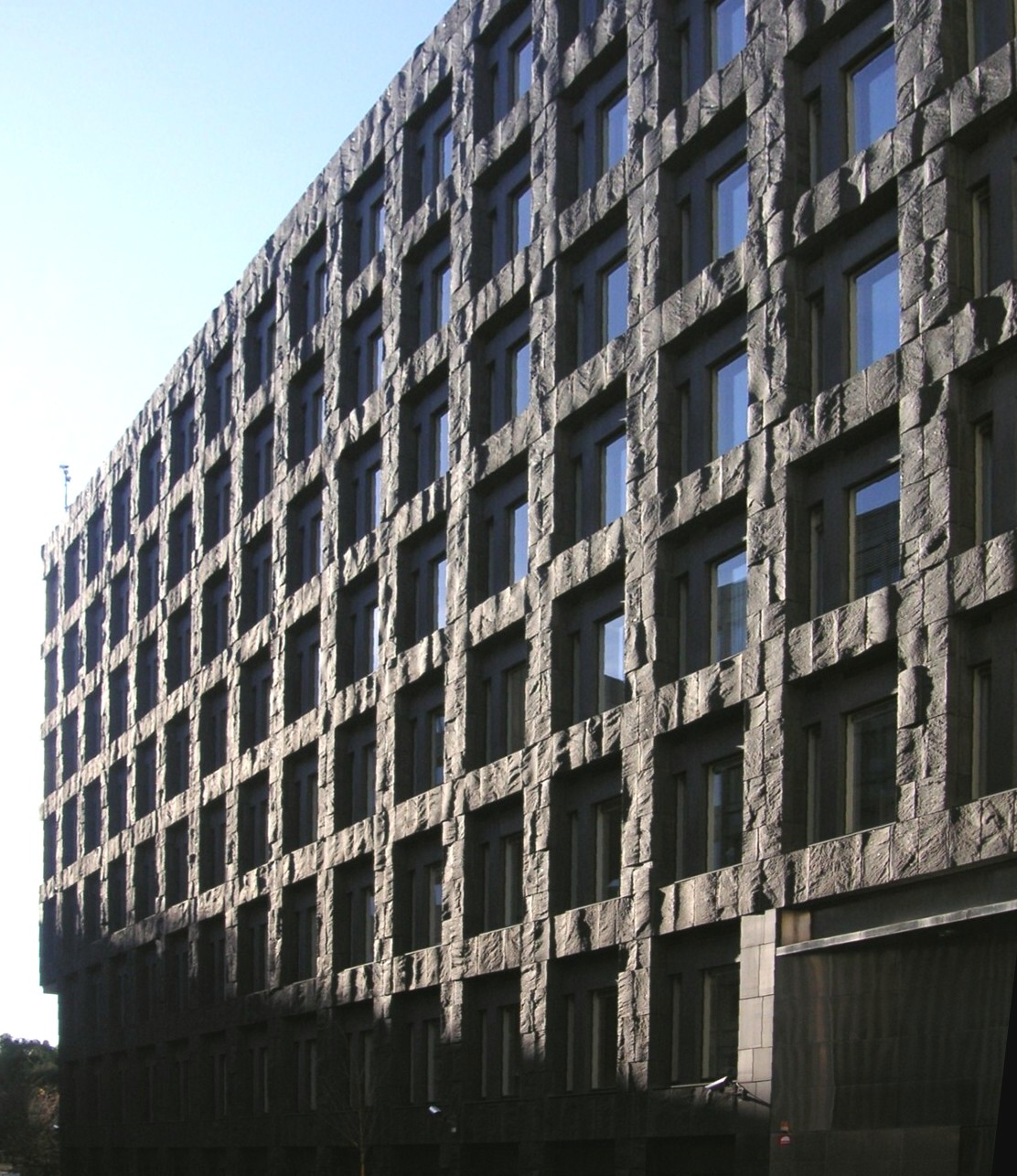
Bureau de la Riksbank

En 1992, le gouvernement suédois procéda au sauvetage du système bancaire suédois. Au terme de l'opération, l'État suédois aurait perdu au plus 4 % de son PNB.
En 1991 et en 1992, une bulle immobilière survenue en Suède a causé un sévère resserrement du crédit à la suite de son éclatement. Les causes sont semblables à celles de la crise des subprimes. Pour contrer cette crise, le gouvernement suédois a pris les mesures suivantes : 
- Il a garanti tous les dépôts des 114 banques suédoises.
- Il a pris en charge les mauvaises créances en contrepartie d'une prise de participation en actions ordinaires, les banques devant inscrire les pertes encourues. Les actionnaires perdirent leur placement, mais les propriétaires d'obligations furent épargnées.
- Deux banques importantes, Nordbanken et Göta Bank, reçurent des apports d'argent mais furent nationalisées au coût de 64 milliards SEK[2],[3],[4] et leurs mauvaises créances furent transférées à des sociétés spécialisées dans la gestion d'actifs (notamment Securum), qui vendirent surtout les mauvaises créances immobilières.
- Il a créé une agence nationale de supervision bancaire, la Bank Support Agency, pour aider les banques qui avaient besoin d'être recapitalisées.

Quand les actifs toxiques furent vendus après la crise, les surplus retournèrent au gouvernement. En revendant plus tard ses participations dans les différentes banques, il a dégagé un profit.
Le sauvetage a initialement coûté environ 4 % du PNB suédois, pourcentage révisé à la baisse plus tard selon différentes hypothèses à la suite de la revente des banques nationalisées : il se situerait plutôt entre 0 % et 2 %.